# جين شوماخر
جين شوماخر (بالدنماركية: Jane Schumacher)‏ مواليد 27 أغسطس 1988، هي لاعبة كرة يد دانمركية. مثلت منتخب الدنمارك لكرة اليد للسيدات. حققت المركز الثالث في بطولة العالم لكرة اليد للسيدات 2013.

## سجل المنافسة
شاركت في البطولات التالية:
- بطولة العالم لكرة اليد للسيدات 2013

## الميداليات
| الميدالية | المسابقة                            |
| --------- | ----------------------------------- |
| برونزية   | بطولة العالم لكرة اليد للسيدات 2013 |

## روابط خارجية
- جين شوماخر على موقع الاتحاد الأوروبي لكرة اليد (الإنجليزية)